# Muradita
La dinastia muradita fou una dinastia de beis que va governar Tunísia sota sobirania de l'Imperi Otomà, del 1628 al 1705.
Murad I es va enriquir amb els corsaris i va obtenir el títol de paixà de Tunis del govern otomà, amb el dret del seu fill i hereu, Muhàmmad, a heretar el títol de bei, amb l'acord de Yusuf Dey. El 1705 Ibrahim aix-Xarif, comandant dels geníssers, va enderrocar els muradites de Tunis.

## Llista de beis
- Murad I 1628-1631
- Muhàmmad I Paixà 1631-1662
- Murad II 1662-1675
- Muhàmmad II 1675
- Alí I 1675
- Muhàmmad III 1675
- Muhàmmad II (segona vegada) 1675-1676
- Alí I (segona vegada) 1676-1688
- Muhàmmad al-Hafsí 1680- ?
- Muhàmmad II (tercera vegada) 1688-1695
- Ramadan 1695-1698
- Murad III 1698-1702
- Ibrahim aix-Xarif 1702-1705
- Umar Paixà 1705